# Le Train sans yeux
Pour plus de détails, voir Fiche technique et Distribution.
Le Train sans yeux est un film franco-allemand réalisé en 1926 par Alberto Cavalcanti, sorti en 1929.

## Synopsis
Inconnu.

## Fiche technique
- Titre : Le Train de nuit
- Réalisation : Alberto Cavalcanti
- Scénario : Alberto Cavalcanti, d'après le roman de Louis Delluc[1]
- Photographie : Jimmy Rogers et Ewald Daub
- Décors : Hermann Warm
- Montage : Alberto Cavalcanti
- Production : Les Films Legrand - Liberty-Film GmbH (Berlin)
- Pays d'origine :  France Allemagne  République de Weimar
- Format :  Noir et blanc - 1,33:1 - 35 mm - Muet
- Date de sortie : France - 1er février 1929

## Distribution
- Gina Manès : Green Palma
- Hans Mierendorff : Hien-Pa
- Georges Charlia : Gonthier
- Hanni Weisse : Madame Armand
- Armand Numès : Javril
- Albert Durec : Dieufy
- Robert Scholtz : Syam
- Rabinovitch : Daglan